# Eduardo Cretton
Eduardo Andrés Cretton Rebolledo (Victoria, 23 de noviembre de 1995) es un abogado y político chileno. Fue electo como miembro de la Convención Constitucional por el distrito n° 22, obteniendo la segunda mayor votación distrital.
Nacido y criado en la comuna de Victoria, tras finalizar su educación media, Cretton ingresó a estudiar Derecho en la Pontificia Universidad Católica de Chile.

## Historial electoral

### Elecciones de convencionales constituyentes de 2021
- Elecciones de convencionales constituyentes de 2021, para convencional constituyente por el distrito 22, compuesto por las comunas de Angol, Collipulli, Curacautín, Ercilla, Galvarino, Lautaro, Lonquimay, Los Sauces, Melipeuco, Perquenco, Purén, Renaico, Traiguén, Victoria y Vilcún.[4]

| Candidato                     | Pacto             | Partido | Votos  | %     | Resultados   |
| ----------------------------- | ----------------- | ------- | ------ | ----- | ------------ |
| Fuad Chahín Valenzuela        | Lista del Apruebo | PDC     | 11.392 | 14,31 | Convencional |
| Eduardo Cretton Rebolledo     | Vamos por Chile   | UDI     | 7.936  | 9,97  | Convencional |
| Gonzalo Arenas Hodar          | Vamos por Chile   | UDI     | 6.218  | 7,81  |              |
| Cristian Greenhill Schifferli | Vamos por Chile   | RN      | 5.284  | 6,64  |              |
| Ruth Hurtado Olave            | Vamos por Chile   | RN      | 2.091  | 2,54  | Convencional |